# Charançon américain du prunier
Conotrachelus nenuphar
Espèce
Le Charançon américain du prunier ou Charançon de la prune (Conotrachelus nenuphar) est une espèce d'insectes coléoptères de la famille des Curculionidae originaire d'Amérique du Nord.

## Présentation
Ce charançon est indigène des régions situées à l'est des montagnes Rocheuses aux États-Unis et au Canada. Il s'attaque à diverses espèces de plantes de la famille des Rosaceae, notamment les arbres fruitiers. Les dégâts causés aux cultures de pêches, prunes, pommes et cerises peuvent être très importants et aggravés par des attaques secondaires d'autres agents pathogènes.
Inconnu dans l'Ancien Monde, il est classé comme organisme de quarantaine (liste A1) par l'Organisation européenne et méditerranéenne pour la protection des plantes (OEPP). Il est inscrit sur la liste des organismes de quarantaine prioritaires importants en Suisse. La surveillance est appliquée par les services phytosanitaires cantonaux.

## Dénominations
Ce taxon porte en français les noms vernaculaires ou normalisés suivants : charançon américain du prunier, charançon de la prune.

## Systématique
Le nom valide complet (avec auteur) de ce taxon est Conotrachelus nenuphar (Herbst, 1797).
Pour d'autres sources, telles que GBIF, le nom valide est Conotrachelus nenuphar Harris, 1841.
Conotrachelus nenuphar a pour synonyme :
- Rhynchaenus argula Fabricius, 1801